# Reporter-photographe

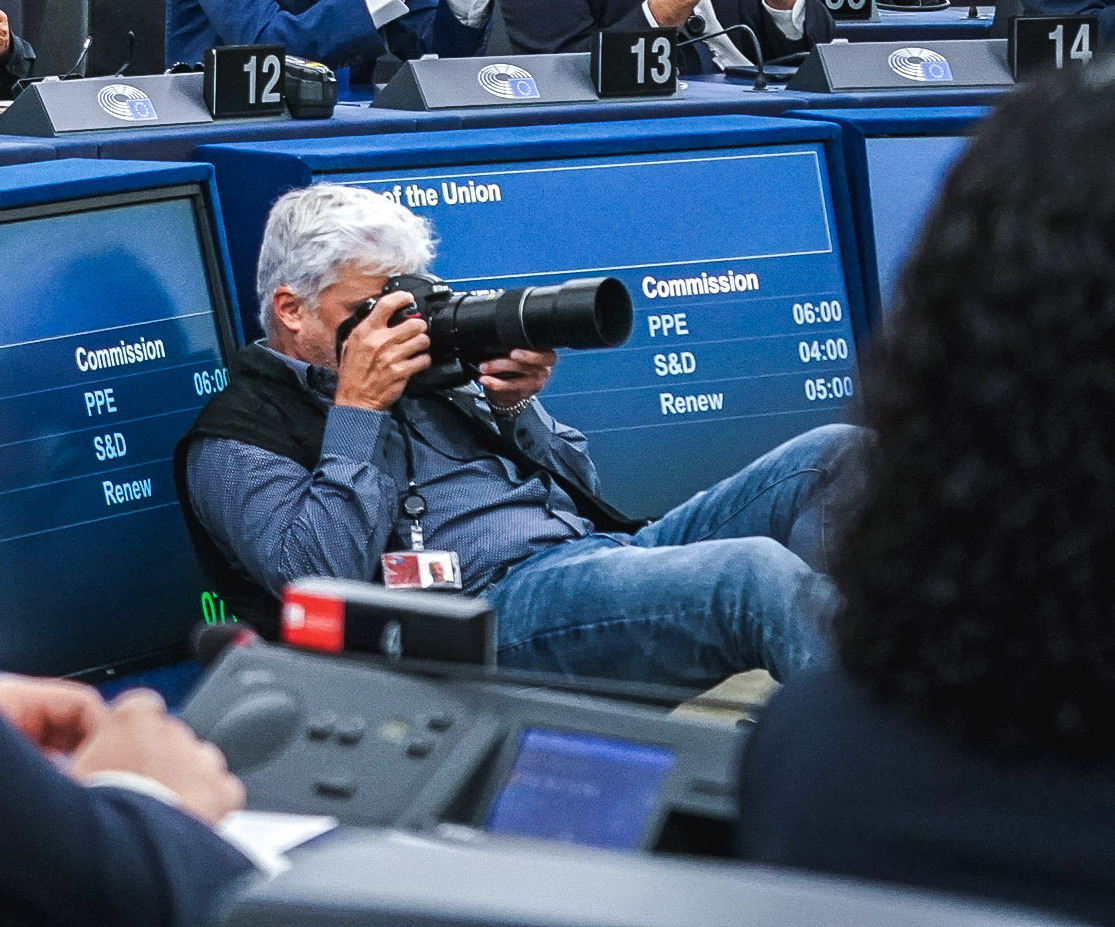
Un photojournaliste au parlement européen, pendant le discours sur l'état de l'union de 2022.

Le reporter-photographe, photo-reporter, ou photo-journaliste, est un photographe qui œuvre dans le domaine du journalisme. Il réalise des photos (et parfois aussi des vidéos) pour illustrer l'actualité dans le cadre d'un reportage. Il peut être amené à écrire des légendes et/ou un texte plus développé pour accompagner ses images, faisant ainsi du photojournalisme.

## Histoire
Le métier de reporter-photographe naît peu après l’invention de la photographie.
Les premiers photographes à quitter leurs studios, malgré des procédés encore extrêmement pénibles et nécessitant beaucoup de matériel, furent des militaires français et anglais, envoyés « couvrir » la guerre de Crimée dans les années 1850. En fait de reportage, il s'agissait surtout de photos posées, de photos de paysages, étant donné la lenteur du procédé et leur finalité. Ces clichés étaient renvoyés au pays pour paraître dans les journaux et présenter aux familles des soldats un autre visage de la guerre que les simples bulletins des décès alors que l'opinion publique s'interroge sur cette guerre et ses conséquences.
Parmi ces pionniers, l'anglais Roger Fenton et sa fameuse photographie La Vallée de l'ombre de la mort en 1855 ou le colonel français Jean Charles Anglais.
Ensuite, les techniciens remplacent les chambres par de toutes petites boîtes, et les plaques de verre par des bobines de film, pour laisser place à une nouvelle génération de reporters.
Dans les années 2000, un reporter-photographe est à la fois un journaliste, qui collecte, rassemble, vérifie et commente des faits, et un artiste photographe qui cherche à réaliser la ou les images qui parleront mieux que les mots pour définir son sujet. Le photo-reporter exerce très souvent son métier en indépendant, proposant des sujets à diverses rédactions de magazines, collaborant à la réalisation de livres et réalisant du reportage à la commande d'une entreprise.
Il faut acquérir de nombreuses qualités pour pouvoir postuler à ce métier.

## Filmographie
- Rapporteurs de guerre, film documentaire de Patrick Chauvel et Antoine Novat (mk2DOCS)

## Témoignages
- Rapporteur de guerre, Patrick Chauvel, OH! éditions (2003)  (ISBN 2-2903-3781-1)
- Jusqu'au bout, Éric Bouvet
- J'ai voulu voir, Gilles Caron,  (ISBN 978-2-7021-4275-2)